# Bolchovitinov S
Bolchovitinov S byl prototyp sovětského rychlého bombardéru z druhé světové války. Tento stroj byl zvláštní tím, že ho poháněly dva motory M-103, které byly uloženy v tandemu za sebou a které poháněly dvě souosé protiběžné vrtule. Vývoj letounu začal roku 1936 a v polovině roku 1938 začala stavba prototypu. Ten vzlétl roku 1939 a při zkušebních letech se ukázaly jednak nedostatky zvláštně řešeného pohonu, jednak problémy s profilem křídla. Aby byl dosažen lepší výsledek, byl zadní motor vyňatý, což však způsobilo, že jeden motor nepostačoval na výkon stroje. Proto byl projekt zastaven a nedošlo k sériové výrobě.

## Hlavní technické údaje
- Posádka: 2
- Délka: 13,2 m
- Rozpětí: 11,4 m
- Výška: 4, 01 m
- Nosná plocha: 22,9 m²
- Vlastní hmotnost: 3400 kg
- Hmotnost vzletová: 5652 kg
- Motor: 2xM-103
- Max. výkon motoru: 2x960 k
- Max. rychlost 570 km/hod
- Dolet: 700 km (vypočítaný)
- Vzlet na dráze: 860 m
- Výzbroj: 1 kulomet ŠKAS ráže 7,62 mm, později 2 kulomety UBT ráže 12,7 mm, až 400 kg bomb